# Кутук-3
Кутук-3 (рос. Кутук-3) — печера в Башкортостані, Росія. Печера вертикального типу простягання. Загальна протяжність — 82 м. Глибина печери становить 65 м. Категорія складності проходження ходів печери — 2А. Печера відноситься до Кутукського підрайону Бельсько-Нугуського району Південної області Західноуральської спелеологічної провінції.